# Revista de filosofie analitică
Revista de Filosofie Analitică (2007 - 2010) redenumită Romanian Journal of Analytic Philosophy (2011 - prezent) este o revistă românească editată de Societatea Română de Filosofie Analitică. Revista publică articole de filosofie analitică (metafizică, logică, filosofia limbajului, epistemologie, filosofia minții, etică, filosofie politică, istoria filosofiei, estetică) în limbile română și engleză. Articolele sunt revizuite în regim de double blind peer review .